# 基利基辅
50°32′5″N 27°2′55″E / 50.53472°N 27.04861°E
基利基辅（羅馬化：Kylykyiv）是烏克蘭西部赫梅利尼茨基州舍佩蒂夫卡區汉诺皮尔市镇内的村庄。處於科爾奇克河畔，始建於1579年，面積4.35平方公里，海拔高度208米，2001年人口863。